# Los Angeles Rams 1959
La stagione 1959 dei Los Angeles Rams è stata la 22ª della franchigia nella National Football League e la 14ª a Los Angeles La squadra precipitò a un record di 2-10 all'ultimo posto nella Western Conference, mancando i playoff per il quarto anno consecutivo.

## Calendario
| Stagione regolare |                        |           |
| Turno             | Avversario             | Risultato |
| 1                 | New York Giants        | S 23–21   |
| 2                 | at San Francisco 49ers | S 34–0    |
| 3                 | at Chicago Bears       | V 28–21   |
| 4                 | at Green Bay Packers   | V 45–6    |
| 5                 | Detroit Lions          | S 17–7    |
| 6                 | Chicago Bears          | S 26–21   |
| 7                 | San Francisco 49ers    | S 24–16   |
| 8                 | at Detroit Lions       | S 23–17   |
| 9                 | at Philadelphia Eagles | S 23–20   |
| 10                | at Baltimore Colts     | S 35–21   |
| 11                | Green Bay Packers      | S 38–20   |
| 12                | Baltimore Colts        | S 45–26   |

## Classifiche
| NFL Western Conference |   |    |   |      |      |     |     |     |
|                        | V | S  | P | %    | CONF | PF  | PS  | STR |
| Baltimore Colts        | 9 | 3  | 0 | .750 | 9–1  | 374 | 251 | V5  |
| Chicago Bears          | 8 | 4  | 0 | .667 | 6–4  | 252 | 196 | V7  |
| San Francisco 49ers    | 7 | 5  | 0 | .583 | 5–5  | 255 | 237 | S2  |
| Green Bay Packers      | 7 | 5  | 0 | .583 | 6–4  | 248 | 246 | V4  |
| Detroit Lions          | 3 | 8  | 1 | .273 | 2–8  | 203 | 275 | S1  |
| Los Angeles Rams       | 2 | 10 | 0 | .167 | 2–8  | 242 | 315 | S8  |

Nota: I pareggi non venivano conteggiati ai fini della classifica fino al 1972.